# 山根魯夜蛾
山根魯夜蛾（学名：Xestia yamanei）为夜蛾科魯夜蛾屬下的一个种。